# Charles Schuchert
Charles Schuchert (3 juillet 1858 - 20 novembre 1942) est un paléontologue américain des invertébrés qui est un chef de file dans le développement de la paléogéographie, l'étude de la distribution des terres et des mers dans le passé géologique.

## Biographie
Il est né à Cincinnati, Ohio, le 3 juillet 1858 de Philip et Agatha (Mueller) Schuchert. Il reçoit une éducation scolaire commune jusqu'à l'âge de treize ans, puis il passe plusieurs années à travailler dans l'entreprise de meubles de son père. Schuchert possède une aptitude pour la recherche scientifique et, en 1878, il commence à assister aux réunions de la Cincinnati Society of Natural History. Il y développe une amitié avec son compatriote natif de Cincinnati, Edward Oscar Ulrich. Les deux collectent et étudient des fossiles de la région de Cincinnati pendant dix ans. En 1888, Schuchert part à Albany, New York pour devenir apprenti sous James Hall. Il est préparateur de fossiles avec Charles Emerson Beecher (en) à l'université Yale de 1892 à 1893. Il siège à l'Institut d'études géologiques des États-Unis de 1893 à 1894. Après avoir servi comme conservateur du musée national des États-Unis de 1894 à 1904, Schuchert rejoint la faculté de Yale, succédant à Beecher, le premier paléontologue des invertébrés là-bas. Il est directeur du Musée Peabody d'histoire naturelle à l'université Yale de 1904 à 1923. Il est le premier président de la Société de paléontologie en 1910. Il est président de la Société américaine de géologie en 1922,.
Tout au long de sa vie, Schuchert amasse l'une des plus grandes collections de brachiopodes au monde. Il est hébergé au Peabody Museum. Cette collection contient de nombreux spécimens remarquables, dont un certain nombre de spécimens types issus de son vaste travail avec G. Arthur Cooper, "Genres de brachiopodes des sous-ordres Orthoidea et Pentameroidea". On y trouve également de nombreux spécimens provenant du chaînon Salt et de l'île d'Anticosti.
Schuchert invente le terme paléobiologie en 1904. En 1934, Schuchert reçoit la médaille Mary Clark Thompson de l'Académie nationale des sciences.
Schuchert est décédé à New Haven, Connecticut, le 20 novembre 1942.

## Publications
- The Evolution of the Earth and its Inhabitants, Yale Press, 1919
- Schuchert, « Paleogeography of North America », Geological Society of America Bulletin, Geological Society of America, vol. 20, no 1,‎ 1er janvier 1909, p. 427–606 (ISSN 0016-7606, DOI 10.1130/gsab-20-427, Bibcode 1909GSAB...20..427S, hdl 2027/hvd.32044032783920)
- Schuchert, « Revision of Paleozoic Stelleroidea with special reference to North American Asteroidea », Bulletin of the United States National Museum, Smithsonian Institution, no 88,‎ 1915, p. 1–311 (ISSN 0362-9236, DOI 10.5479/si.03629236.88.1, lire en ligne)
- (en coll. avec Louis V. Pirsson et Carl O. Dunbar) Textbook of Geology, J. Wiley & Sons, 1924 (réimpr. 1933), 2 vol.
- Historical Geology of North America, J. Wiley & Sons, 1924 (réimpr. 1935–1943), 3 vol.